# Tingotingo aho
Espèce
Tingotingo aho est une espèce d'araignées aranéomorphes de la famille des Malkaridae.

## Distribution
Cette espèce est endémique de Nouvelle-Zélande. Elle se rencontre sur l'île du Sud du glacier Fox au parc national de Fiordland.

## Description
Le mâle holotype mesure 2,59 mm et la femelle paratype 3,24 mm.

## Publication originale
- Hormiga & Scharff, 2020 : The malkarid spiders of New Zealand (Araneae: Malkaridae). Invertebrate Systematics, vol. 34, no 4, p. 345-405.